# Saar-Pfalz Braves
Saar-Pfalz Braves, nota anche come Kaiserslautern Braves, è una società cestistica, facente parte della polisportiva Kaiserslautern, avente sede a Kaiserslautern, in Germania. Fondata nel 1950, gioca nel campionato tedesco.
Disputa le partite interne nella Homburg-Erbach, che ha una capacità di 3.900 spettatori.